# Universidad Nacional de Ingeniería

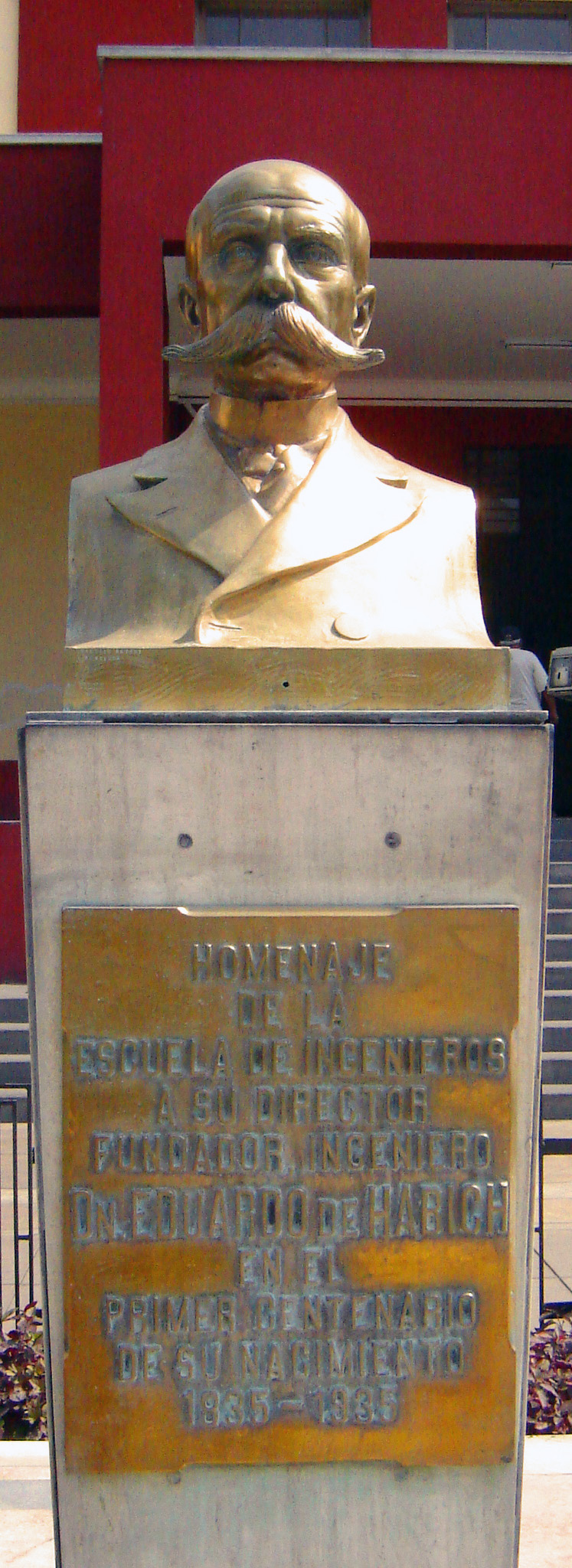
Edward Jan Habich - popiersie w UNI

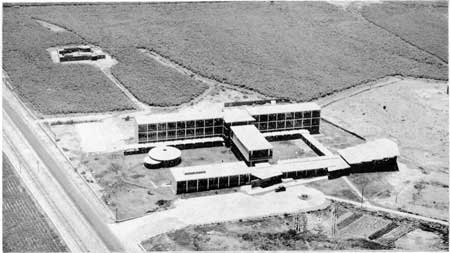
Zdjęcie lotnicze z lat 50. XX w.

Universidad Nacional de Ingeniería – wyższa inżynieryjna szkoła w stolicy Peru Limie, założona w 1876 roku przez Polaka, inżyniera Edwarda Habicha, który był jej dyrektorem do 1909 roku. Twórcą wydziału architektury tej uczelni był inny Polak, architekt Ryszard de Jaxa Małachowski. 
Początkowo uniwersytet działał jako Wyższa Szkoła Inżynieryjno-Górnicza (Escuela Especial de Ingenieros de Construcciones Civiles y de Minas del Perú). Obecnie dysponuje nowoczesną infrastrukturą i prowadzi działalność dydaktyczną i naukową na 11. wydziałach. 

## Kierunki kształcenia
Uczelnia kształci studentów na 11. wydziałach, prowadzących kierunki kształcenia:
- architektura, budownictwo, sztuka[1]
- nauki podstawowe (np. chemia, matematyka, fizyka)[4]
- inżynieria środowiska[5]
- inżynieria lądowa[6]
- inżynieria gospodarcza i nauki społeczne[7]
- elektrotechnika i elektronika[8]
- geologia, mineralogia, metalurgia[9]
- systemy przemysłowe[10]
- mechanika[11]
- ropa naftowa i przemysł petrochemiczny[12]
- inżynieria procesowa i przemysł włókienniczy[13]